# Порядок наследования германского престола

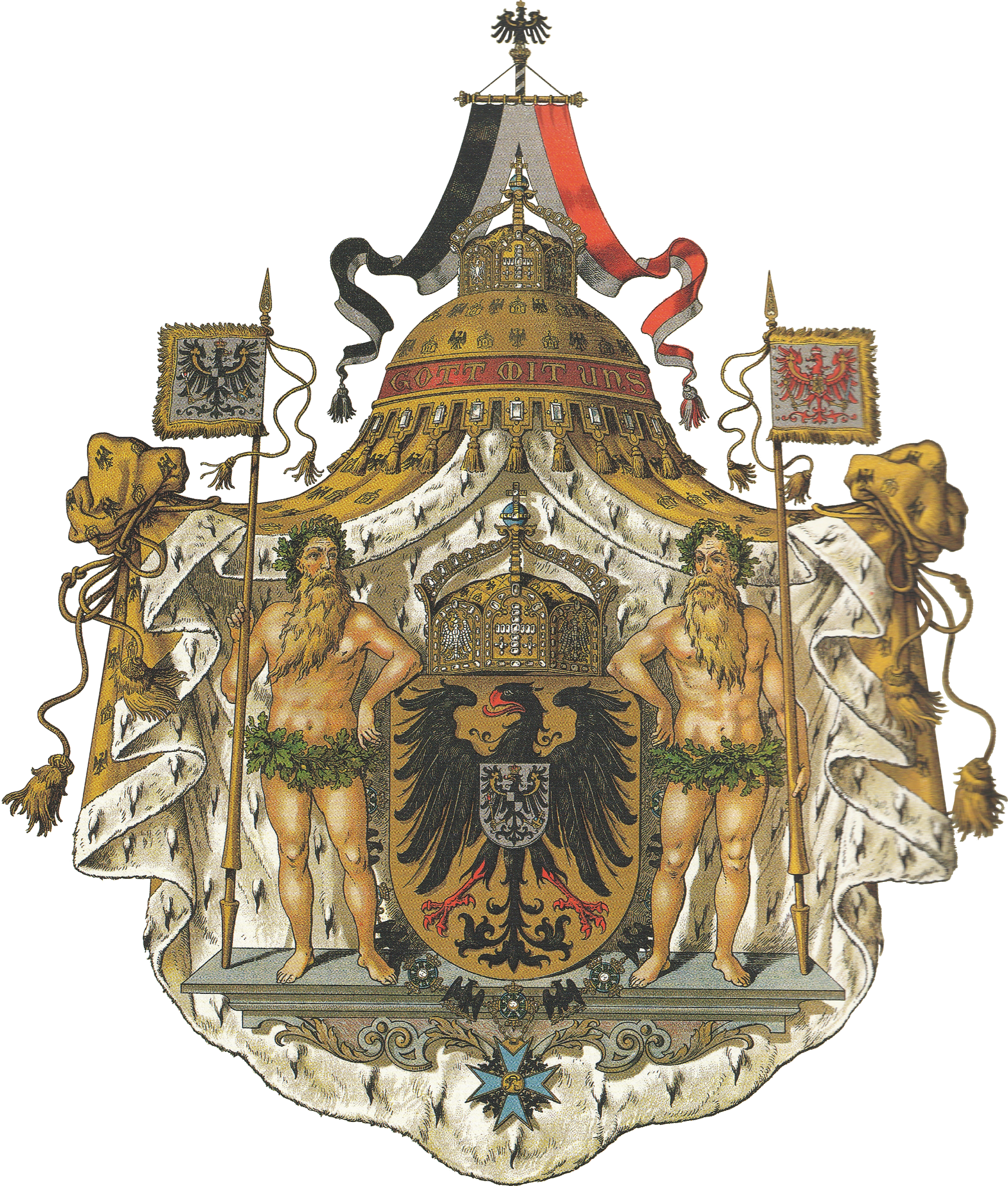
Герб Германской империи.

В 1918 году Германская империя и королевство Пруссия были упразднены. Нынешним главой бывшего правящего дома Гогенцоллернов является Георг Фридрих, принц Прусский (род. 1976). Согласно закону о престолонаследии, германский императорский престол должен наследоваться мужской линией династии по степени первородства.
Глава дома Гогенцоллернов именуется " Его Императорское и Королевское Высочество Принц Прусский ". После свержения монархии в Германии в 1918 году многие принцы вступили в морганатические браки и лишились прав на наследование престола. Например, два старших сына принца Луи Фердинанда Прусского (1907—1994) заключили морганатические браки.

## Текущий порядок наследования

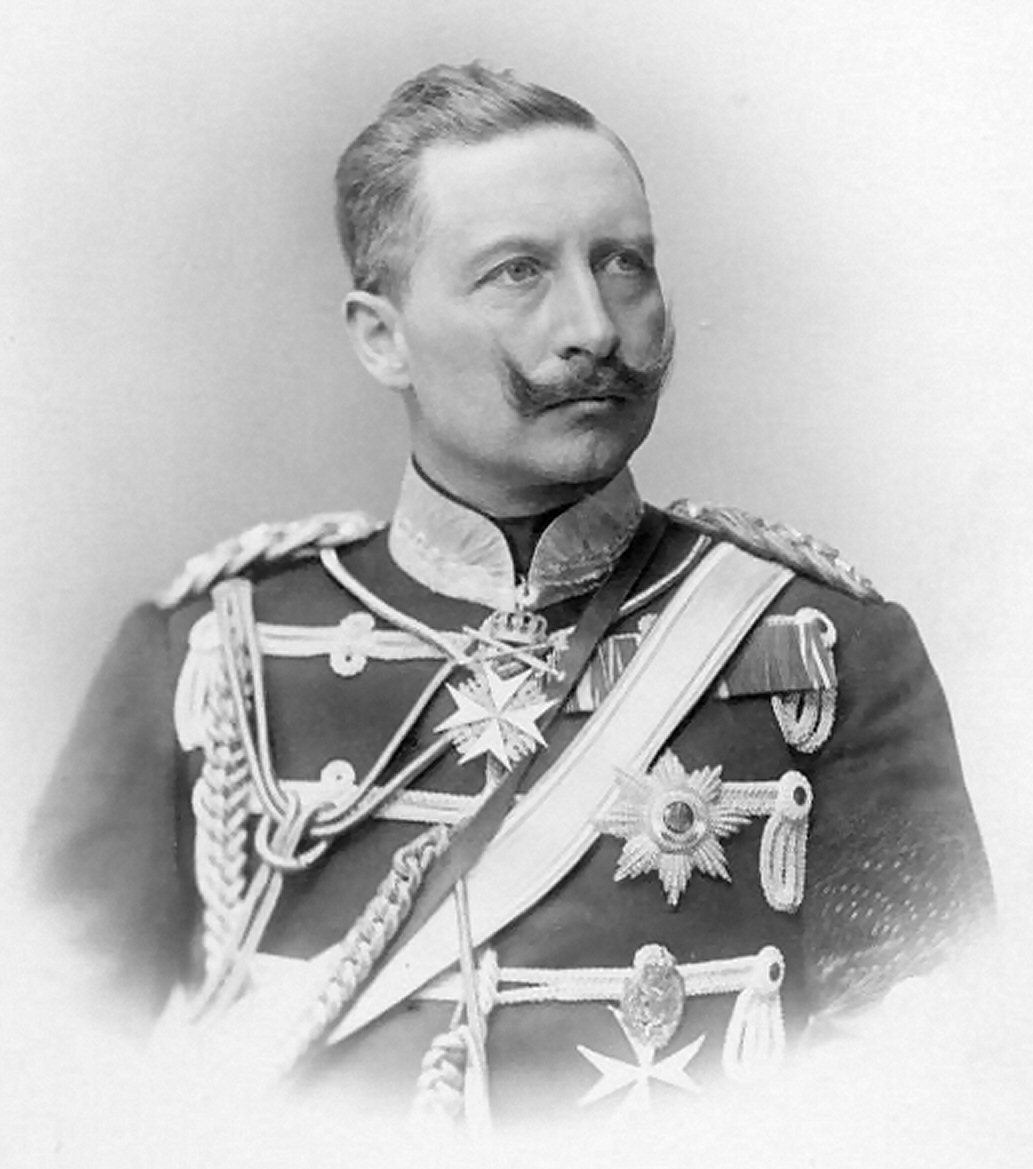
Вильгельм II (1859—1941), император Германии (1888—1918) и король Пруссии (1888—1918)

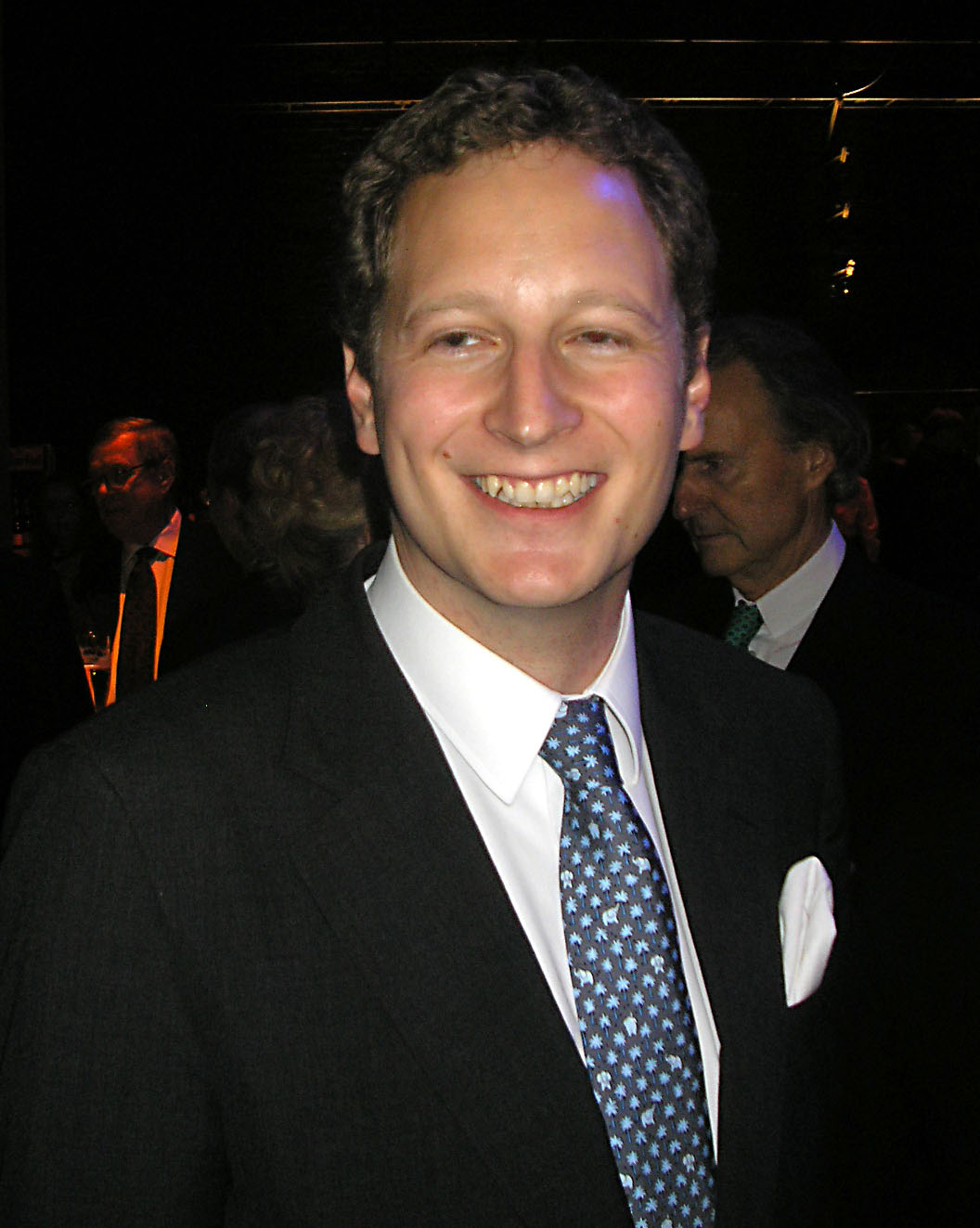
Принц Георг Фридрих Прусский (род. 1976), глава дома Гогенцоллернов с 1994 года

- император Вильгельм II (1859—1941)
  - кронпринц Вильгельм (1882—1951)
    -  принц Луи Фердинанд (1907—1994)
      - принц Луи Фердинанд (1944—1977)
        -  принц Георг Фридрих Прусский (род. 1976)
          - (1) принц Карл Фридрих (род. 2013)
          - (2) принц Луи Фердинанд (род. 2013)
          -  (3) принц Генрих (род. 2016)

      - (4) принц Кристиан-Сигизмунд (род. 1946)
        - (5) принц Кристиан Людвиг (род. 1986)

  - принц Оскар (1888—1958)
    -  принц Вильгельм Карл (1922—2007)
      - (6) принц Вильгельм-Карл (род. 1955)
      - (7) принц Оскар (род. 1959)
        - (8) принц Альберт (род. 1998)

## Порядок наследования в ноябре 1918 года
- король Фридрих Вильгельм III Прусский (1770—1840)
  -  король Фридрих Вильгельм IV Прусский (1795—1861)
  -  император Вильгельм I (1797—1888)
    -  император Фридрих III (1831—1888)
      -  император Вильгельм II (род. 1859)
        - (1) кронпринц Вильгельм (род. 1882)
          - (2) принц Вильгельм (род. 1906)
          - (3) принц Луи Фердинанд (род. 1907)
          - (4) принц Губерт (род. 1909)
          - (5) принц Фридрих (род. 1911)

        - (6) принц Эйтель Фридрих (род. 1883)
        - (7) принц Адальберт (род. 1884)
        - (8) принц Август Вильгельм (род. 1887)
          - (9) принц Александр Фердинанд (род. 1912)

        - (10) принц Оскар (род. 1888)
        - (11) принц Иоахим (род. 1890)
          - (12) принц Карл Франц (род. 1916)

      - (13) принц Генрих (род. 1862)
        - (14) принц Вальдемар (род. 1889)
        - (15) принц Сигизмунд (род. 1896)

  - принц Карл (1801—1883)
    - принц Фридрих Карл (1828—1885)
      - (16) принц Фридрих Леопольд (род. 1865)
        - (17) принц Фридрих Сигизмунд (род. 1891)
        - (18) принц Фридрих Леопольд (род. 1895)

  -  принц Альбрехт (1809—1872)
    -  принц Альбрехт (1837—1906)
      - (19) принц Фридрих Генрих (род. 1874)
      - (20) принц Иоахим Альбрехт (род. 1876)
      - (21) принц Фридрих Вильгельм (род. 1880)